# 충신 유지걸 정려
충신 유지걸 정려(忠臣 柳智傑 旌閭)는 세종특별자치시 장군면 송학리에 있는 정려이다. 2014년 9월 30일 세종특별자치시의 향토문화유산 제48호로 지정되었다.

## 개요
충신 류지걸 정려(忠臣 柳智傑 旌閭)는 조선시대 의사(義士)인 류지걸(柳智傑, 1602~1619)의 충절(忠節)을 세상에 널리 알려 칭찬하고 기억하기 위해 나라에서 하사한 명정(銘旌)을 현판(懸板)으로 걸어놓은 정문(旌門)이다.
류지걸은 임진왜란(壬辰倭亂, 1592~1598) 때 이순신(李舜臣, 1545~1598)장군을 도와 왜군을 물리친 충경공 류형(忠景公 柳珩, 1566~1615)의 서자(庶子)이다. 1618년(광해군 10) 유지걸의 나이 18세 때 후금(後金, 1616~1912)이 세력을 확장하기 위해 명(明, 1368~1644)의 국경을 침입하자 명은 조선에 후금을 공격하기 위한 군대를 요청하였다. 이에 광해군(光海君, 1575~1641)은 진녕군 강홍립(晉寧君 姜弘立, 1560~1627)을 도원수(都元帥)로 정하고 망해가는 명과 커져가는 후금 사이에서 ‘전쟁의 형세를 보아 결정하라’는 밀명을 내린 후 출정시켰으며, 유지걸은 소집령(召集令)을 받은 형 류효걸(柳孝傑, 1594~1627)을 대신하여 스스로 상투를 틀고 자진하여 전쟁에 참가한다. 1619년(광해군 11) 강홍립은 명과 조선의 연합군이 후금과의 전투에서 대패하자 ‘조선군의 출병은 어쩔 수 없었던 일이다’라고 밝히고 남은 군사들과 함께 후금의 군대에 항복하였지만 조선군을 의심한 후금군은 홍기(紅旗)와 백기(白旗)를 세워놓고 항복하는 자는 홍기로 가고 끝까지 저항할 자는 백기에 모일 것을 요구하였다. 강홍립을 비롯한 대부분의 조선군이 홍기로 이동하였으나 유지걸은 백기에 남아 뜻을 굽히지 않고 끝까지 저항하다 죽임을 당하게 된다.
유지걸의 충절에 대해 전해들은 정조(正祖, 1752~1800)는 1796년(정조 20) 그의 순절(殉節)에 대해 소상히 알아보라는 지시를 내리고 같은 해에 관직과 함께 정려할 것을 명하였다. 하지만 류지걸은 정문(旌門)을 세울만한 묘나 사당(祠堂)이 없어 진주류씨(晉州柳氏) 문중(門中)의 요청대로 지금 충렬사(忠烈祠, 세종특별자치시 장군면 하봉리)가 있는 자리에 정문을 세우게 되었으나 1967년 후손들에 의해 현재의 위치로 옮겨진 것이다. 정문은 정면 1칸, 측면 1칸의 규모로 겹처마에 맞배지붕을 하고 있다. 내부에는 유지걸의 현판과 정려기(旌閭記)가 걸려있으며, 정려비(旌閭碑)가 세워져 있다.